# Can Tintorer (Gavà)
Can Tintorer és un mas avui dia englobat a la ciutat de Gavà (Baix Llobregat) catalogat a l'Inventari del Patrimoni Arquitectònic de Catalunya.
Les primeres referències històriques de l'indret són del s. XV, l'anomenen l'Ermengol i més tard, Fuster i Tintorer. L'any 1985 s'hi feu un restauració afegint-s'hi una nova escala girada, il·luminada de manera zenital. L'església parroquial de Sant Nicasi, que separa lleument del mur de la masia, és retirada del pla de façana.
Can Tintorer és un edifici aïllat de planta basilical, amb planta baixa, pis i graner (corresponent a les golfes i més elevat que la resta de la coberta). La seva façana presenta composició asimètrica i porta adovellada amb arc de mig punt; obertures rectangulars de desigual mida a planta baixa i pis. Les llindes del brancals i dovelles de la porta són de pedra marès treballada. Les façanes laterals no responen a cap criteri compositiu. A la part dreta hi havia els corrals i els cups. Coberta de teula àrab, a dues aigües els cossos laterals i quatre vessants el central.

## Història
1. 1 2  «Can Tintorer». Inventari del Patrimoni Arquitectònic.   Direcció General del Patrimoni Cultural de la Generalitat de Catalunya. [Consulta: 19 gener 2016].